# Сабуров, Вейнер Фатхиевич
Вейнер (Венер, ошибочно — Вайняр) Фатхиевич Сабуров (род. 15 апреля 1942) — советский российский тренер. Заслуженный тренер России. Генеральный секретарь Федерации прыжков на лыжах с трамплина и лыжного двоеборья России. Старший тренер молодёжной сборной команды по лыжному двоеборью.
Мастер спорта (1961).
Награждён медалью «Ветеран труда».
Начинал спортивную карьеру в городе Ишимбае как руководитель физического воспитания Ишимбайского нефтяного техникума. Как специалист в лыжных гонках был позднее приглашен в Москву, где впоследствии вошёл в тренерский штаб и сборной СССР Союза и Российской Федерации.

## Образование
- Государственный центральный ордена Ленина институт физической культуры (1969).